# Saint-Luperce
Saint-Luperce é uma comuna francesa na região administrativa do Centro, no departamento Eure-et-Loir. Estende-se por uma área de 14,28 km². Em 2010 a comuna tinha 945 habitantes (densidade: 66,2 hab./km²).